# Pagothenia borchgrevinki
Pagothenia borchgrevinki är en fiskart som först beskrevs av George Albert Boulenger 1902.  Pagothenia borchgrevinki ingår i släktet Pagothenia och familjen Nototheniidae. Inga underarter finns listade i Catalogue of Life.